# Lijst van gouverneurs van de Falklandeilanden
Dit is een lijst van gouverneurs van de Falklandeilanden inclusief vertegenwoordigers van de vroegere, oorspronkelijke Spaanse en Franse nederzettingen op de eilanden en militaire bevelhebbers van Argentinië en het Verenigd Koninkrijk tijdens de Falklandoorlog in 1982.

## Lijst van gouverneurs en andere bevelhebbers
| Van  | Tot  | Naam                            |
| ---- | ---- | ------------------------------- |
| 1767 | 1768 | kapt. John McBride              |
| 1768 | 1769 | kapt. Rayner                    |
| 1769 | 1770 | kapt. Anthony Hunt              |
| 1770 | 1770 | kapt. George Farmer             |
| 1771 | 1772 | kapt. John Burr                 |
| 1773 | 1774 | luit. Samuel Wittewrong Clayton |

| Van  | Tot  | Naam                          |
| ---- | ---- | ----------------------------- |
| 1764 | 1767 | Antoine Louis de Bougainville |

| Van  | Tot  | Naam                      |
| ---- | ---- | ------------------------- |
| 1767 | 1773 | Felipe Ruíz Puente        |
| 1773 | 1774 | Domingo Chauria           |
| 1774 | 1777 | Francisco Gil Lemos       |
| 1777 | 1779 | Ramón de Carassa          |
| 1779 | 1781 | Salvador de Medina        |
| 1781 | 1783 | Jacinto de Altolaguirre   |
| 1783 | 1784 | Fulgencio Montemayor      |
| 1784 | 1786 | Augustín Figueroa         |
| 1786 | 1787 | Pedro de Mesa y Casto     |
| 1787 | 1788 | Ramón Clairac             |
| 1788 | 1789 | Pedro de Mesa y Casto     |
| 1789 | 1790 | Ramón Clairac             |
| 1790 | 1791 | Juan José de Elizalde     |
| 1791 | 1792 | Pedro Pablo Sanguinetto   |
| 1792 | 1793 | Juan José de Elizalde     |
| 1793 | 1794 | Pedro Pablo Sanguinetto   |
| 1794 | 1795 | José Aldana Ortega        |
| 1795 | 1796 | Pedro Pablo Sanguinetto   |
| 1796 | 1797 | José Aldana Ortega        |
| 1797 | 1798 | Luis de Medina Torres     |
| 1798 | 1799 | Francisco Javier de Viana |
| 1799 | 1800 | Luis de Medina Torres     |
| 1800 | 1801 | Francisco Javier de Viana |
| 1801 | 1802 | Ramón Fernández Villegas  |
| 1802 | 1803 | Bernardo Bonavía          |
| 1803 | 1804 | Antonio Leal de Ibarra    |
| 1804 | 1805 | Bernardo Bonavía          |
| 1805 | 1806 | Antonio Leal de Ibarra    |
| 1806 | 1809 | Bernardo Bonavía          |
| 1809 | 1810 | Gerardo Bordas            |
| 1810 | 1811 | Pablo Guillén             |

| Van  | Tot  | Naam                    |
| ---- | ---- | ----------------------- |
| 1820 | 1821 | Daniel Jewitt           |
| 1821 | 1822 | Guillermo Mason         |
| 1823 | 1828 | Pablo Areguatyi         |
| 1829 | 1831 | Louis Vernet            |
| 1832 | 1832 | Juan Esteban Mestivier  |
| 1832 | 1833 | kapt. Jose Maria Pinedo |

| Van  | Tot  | Naam                      |
| ---- | ---- | ------------------------- |
| 1833 | 1833 | William Dickson (interim) |
| 1833 | 1838 | luit. Henry Smith         |
| 1838 | 1839 | luit. Robert Lowcay       |
| 1839 | 1839 | luit. Robinson            |
| 1839 | 1841 | luit. John Tyssen         |

| Van  | Tot  | Naam                        |
| ---- | ---- | --------------------------- |
| 1841 | 1843 | luit. Richard Clement Moody |

| Van  | Tot          | Naam                                 |
| ---- | ------------ | ------------------------------------ |
| 1843 | 1848         | luit. Richard Clement Moody          |
| 1848 | 1855         | luit. George Rennie                  |
| 1855 | 1862         | kapt. Thomas Edward Laws Moore       |
| 1862 | 1866         | kapt. James George Mackenzie         |
| 1866 | 1870         | William Cleaver Francis Robinson     |
| 1870 | 1876         | kol. George Abbas Kooli d'Arcy       |
| 1876 | 1880         | Jeremiah Thomas Fitzgerald Callaghan |
| 1880 | 1886         | Thomas Kerr                          |
| 1886 | 1887         | Arthur Cecil Stuart Barkly           |
| 1887 | 1891         | Thomas Kerr                          |
| 1891 | 1897         | Roger Tuckfield Goldsworthy          |
| 1897 | 1904         | William Grey-Wilson                  |
| 1904 | 1915         | William Lamond Allardyce             |
| 1915 | 1920         | William Douglas Young                |
| 1920 | 1927         | John Middleton                       |
| 1927 | 1931         | Arnold Weinholt Hodson               |
| 1931 | 1934         | James O'Grady                        |
| 1935 | 1941         | Herbert Henniker-Heaton              |
| 1941 | 1946         | Allan Wolsey Cardinall               |
| 1946 | 1954         | Geoffrey Miles Clifford              |
| 1954 | 1957         | Oswald Raynor Arthur                 |
| 1957 | 1964         | Edwin Porter Arrowsmith              |
| 1964 | 1970         | Cosmo Dugal Patrick Thomas Haskard   |
| 1971 | 1975         | Ernest Gordon Lewis                  |
| 1975 | 1977         | Neville Arthur Irwin French          |
| 1977 | 1980         | James Roland Walter Parker           |
| 1980 | 2 april 1982 | Rex Masterman Hunt                   |

| Van         | Tot          | Naam                                |
| ----------- | ------------ | ----------------------------------- |
| 2 apr. 1982 |              | gen. Oswaldo Jorge Garcia (interim) |
| 3 apr. 1982 | 14 juni 1982 | brig.-gen. Mario Benjamín Menéndez  |

| Van          | Tot          | Naam                         |
| ------------ | ------------ | ---------------------------- |
| 14 juni 1982 | 25 juni 1982 | brig.-gen. John Jeremy Moore |

| Van          | Tot          | Naam               |
| ------------ | ------------ | ------------------ |
| 25 juni 1982 | 16 okt. 1985 | Rex Masterman Hunt |

| Van  | Tot   | Naam                    |
| ---- | ----- | ----------------------- |
| 1985 | 1988  | Gordon Wesley Jewkes    |
| 1988 | 1992  | William Hugh Fullerton  |
| 1992 | 1996  | David Everard Tatham    |
| 1996 | 1999  | Richard Peter Ralph     |
| 1999 | 2002  | Donald Alexander Lamont |
| 2002 | 2006  | Howard Pearce           |
| 2006 | 2010  | Alan Huckle             |
| 2010 | 2014  | Nigel Haywood           |
| 2014 | 2017  | Colin Roberts           |
| 2017 | heden | Nigel Phillips          |